# Yoni Buyens
Yoni Buyens (Duffel, 10 marzo 1988) è un ex calciatore belga, di ruolo centrocampista.

## Caratteristiche tecniche
Mediano, può giocare anche come interno di centrocampo.

## Carriera

### Club
Nell'estate 2011 lo Standard Liegi ne rileva il cartellino a € 1,5 milioni.

### Nazionale
Ha giocato in Under-19 ed in Under-21.